# Seleção Grega de Rugby Union
A Seleção Grega de Rugby Union é a equipe que representa a Grécia em competições internacionais de Rugby Union.